# ماتئو خیل
ماتئو خیل (اسپانیایی: Mateo Gil‎؛ زادهٔ ۲۳ سپتامبر ۱۹۷۲) کارگردان، فیلم‌نامه‌نویس، فیلم‌بردار، تدوین‌گر و تهیه‌کننده فیلم اهل اسپانیا است.

## گزیدهٔ فیلم‌شناسی
- بلک‌تورن (۲۰۱۱)
- آگورا (۲۰۰۹)
- روش (۲۰۰۵)
- دریای درون (۲۰۰۴)
- چشمانت را باز کن (۱۹۹۷)
- تز (۱۹۹۶)